# Либертино (Ријети)
Либертино је насеље у Италији у округу Ријети, региону Лацио.
Према процени из 2011. у насељу је живело 23 становника. Насеље се налази на надморској висини од 729 м.